# Philippe Mareuil
Pour les articles homonymes, voir Mareuil.
Philippe Mareuil, de son vrai nom Philippe-Jean Eigenschenck, est un acteur français né le 19 octobre 1926 à Dreux (Eure-et-Loir) et mort le 8 janvier 2016 à Suresnes (Hauts-de-Seine).

## Biographie

### Vie privée
Il était le compagnon du danseur James Sparrow, décédé deux semaines après lui.

## Théâtre
- 1946 : Les Revenants de Henrik Ibsen, théâtre des Noctambules
- 1947 : Nuits noires de John Steinbeck, mise en scène Henri Rollan, théâtre Saint-Georges
- 1949 : Les Mains sales de Jean-Paul Sartre, mise en scène Pierre Valde, théâtre des Célestins
- 1950 : Henri IV de Luigi Pirandello, mise en scène André Barsacq, théâtre de l'Atelier
- 1952 : La Cuisine des anges d'Albert Husson, mise en scène Christian-Gérard, théâtre du Vieux-Colombier
- 1955 : Dix minutes d'alibi d'Anthony Armstrong, mise en scène Roger Harth, théâtre du Casino municipal de Nice
- 1959 : Trésor party de Bernard Régnier d'après le roman Money in the Bank (Valeurs en coffre) publié en 1946 par P. G. Wodehouse, mise en scène Christian-Gérard, théâtre La Bruyère
- 1960 : Souper intime d'Yves Chatelain, mise en scène Jean-Paul Cisife, théâtre de l'Œuvre
- 1966 : Monsieur Dodd d'Arthur Watkyn, mise en scène Jacques-Henri Duval, théâtre des Variétés
- 1967 : L'erreur est juste de Jean Paxet, mise en scène Christian-Gérard, théâtre des Arts
- 1968: l’homme du Picardie. Lefournel
- 1980 : Du canard au sang pour Mylord de Claude Rio, mise en scène Jacques Ardouin, théâtre Tristan-Bernard
- 1987 : L'Affaire du courrier de Lyon d'Alain Decaux et Robert Hossein, mise en scène Robert Hossein, Palais des congrès de Paris

## Filmographie partielle

### Cinéma
- 1948 : La Femme que j'ai assassinée de Jacques Daniel-Norman
- 1949 : Rendez-vous de juillet de Jacques Becker : François Courcel
- 1953 : Femmes de Paris de Jean Boyer : Pierre-Dominique, dit Pépé
- 1953 : Le Portrait de son père d'André Berthomieu : Michel
- 1954 : Boum sur Paris de Maurice de Canonge : lui-même
- 1959 : Archimède le clochard de Gilles Grangier : le client mécontent
- 1959 : Le fauve est lâché de Maurice Labro : Régis
- 1963 : Judex de Georges Franju : Amaury de La Rochefontaine
- 1979 : Les Chiens d'Alain Jessua : Beauchamp
- 1981 : Chanel solitaire (Coco Chanel) de George Kaczender : le superviseur
- 1984 : Ronde de nuit de Jean-Claude Missiaen : Philippe Albanel
- 1984 : Joyeuses Pâques de Georges Lautner : M. Mathieu
- 1985 : Le Feu sous la peau de Gérard Kikoïne : Georges
- 1989 : Suivez cet avion de Patrice Ambard : le patron du restaurant
- 1994 : Jefferson à Paris de James Ivory : un aristocrate libéral
- 2001 : Les Rois mages de Bernard Campan et Didier Bourdon : le bijoutier
- 2005 : Les Aristos de Charlotte de Turckheim : l'homme âgé du château
- 2008 : Denis de Matthieu Boivineau : le vieil homme

### Télévision
- 1958 : En votre âme et conscience, épisode : L'Affaire Peltzer de  Claude Barma
- 1959 : Les Cinq Dernières Minutes, épisode Sans en avoir l'air  de Claude Loursais : Roland Semaize
- 1961 : Hauteclaire ou le Bonheur dans le crime (TV)
- 1961 : L'Amour des trois oranges de Pierre Badel
- 1965 : Bob Morane de  Robert Vernay
- 1966 : D'Artagnan, chevalier du roi d'Henri Carrier : Molière
- 1966 : Au théâtre ce soir : La Cuisine des anges d'Albert Husson, mise en scène Christian-Gérard, réalisation Pierre Sabbagh, théâtre Marigny
- 1967 : Les Cinq Dernières Minutes : La Mort masquée de Guy Lessertisseur : Roland Clisson
- 1970 : Au théâtre ce soir : Je l'aimais trop de Jean Guitton, mise en scène Christian-Gérard, réalisation Pierre Sabbagh, théâtre Marigny
- 1971 : Aux frontières du possible, épisode Attention : Nécroses mentales de Victor Vicas : Serge
- 1972 : La Canne d'Arlen Papazian (téléfilm)
- 1973 : L'Hiver d'un gentilhomme de Yannick Andréi : comte de Valbelle
- 1974 : Au théâtre ce soir : Il y a longtemps que je t'aime de Jacques Deval, mise en scène Raymond Gérôme, réalisation Georges Folgoas, théâtre Marigny
- 1974 : Beau-François (téléfilm) de Roger Kahane : un noble
- 1977 : Minichronique de René Goscinny et Jean-Marie Coldefy, épisode Les Embarras
- 1980 : Arsène Lupin joue et perd, série d’Alexandre Astruc
- 1981 : Cinq-Mars de Jean-Claude Brialy
- 1982 : Les Nouvelles Brigades du Tigre de Victor Vicas, épisode Le Complot de Victor Vicas
- 1984 : L'Amour en héritage de Douglas Hickox et Kevin Connor (série)
- 1984 : Dernier Banco de Claude de Givray : Villard
- 1985 : Les Enquêtes du commissaire Maigret, épisode : Maigret au Picratt's de Philippe Laïk
- 1998 : Un amour de cousine de Pierre Joassin : l'employé de maison

## Doublage

### Cinéma

#### Films
- 1952 : Histoire de trois amours de Vincente Minnelli et Gottfried Reinhardt : Marcel (Richard Anderson)
- 1956[3] : Les Années sauvages de Rudolph Maté : André Boucher (Peter Van Eyck)
- 1957 : Une arme pour un lâche d'Abner Biberman : Bless Keough (Jeffrey Hunter)
- 1957 : Mon homme Godfrey de Henry Koster : Elliot (Harry Cheshire)
- 1958 : Les Aventures de Tom Pouce de George Pal : Woody (Alan Young)
- 1959 : La Proie des vautours de John Sturges : Jim Norby (Dean Jones)
- 1959 : Le Maître de forges d'Anton Giulio Majano : Camille de Préfond (Warner Bentivegna)
- 1959 : La Valse du gorille de Bernard Borderie : Jack Wilhelm (Tom Kuyl)
- 1961 : Mon séducteur de père de George Seaton : Roger Berk Henderson (Tab Hunter)
- 1961 : L'Empreinte du dragon rouge d'Anthony Bushell : le commissaire de district Harcourt (Brian Worth)
- 1962 : Un soupçon de vison de Delbert Mann : Roger (Gig Young)
- 1962 : Des ennuis à la pelle de Norman Jewison : Julius (Howard Morris)
- 1964 : L'Empreinte de Frankenstein de Freddie Francis : Hans (Sandor Ales)
- 1964 : L'Homme à tout faire de John Rich : Dick (Toby Reed)
- 1964 : Grand méchant loup appelle de Ralph Nelson : le lieutenant Stebbings (Jack Good)
- 1964 : La Fureur des gladiateurs de Mario Caiano : Orazio (Giuliano Gemma)
- 1964 : La Reine du Colorado de Charles Walters : le prince Louis de Lanière (Vassili Lambrinos)
- 1964 : Hercule contre les Fils du soleil d'Osvaldo Civirani : Hino (Andrea Scotti)
- 1965 : Le Cher Disparu de Tony Richardson : M. Starker (Liberace)
- 1965 : Comment tuer votre femme de Richard Quine : Tobey Rawlins (Max Showalter)
- 1966 : La Poursuite impitoyable : Jason Rogers (Jake) (James Fox)
- 1966 : Le Gentleman de Londres de Jack Smight : le joueur de poker aux cheveux roux (Peter Blythe)
- 1967 : Le Jardin des tortures de Freddie Francis : Colin Williams (Michael Bryant)
- 1967 : Camelot de Joshua Logan : Mordred (David Hemmings)
- 1968 : Évasion sur commande de Jack Smight : Stockade Commandant (Buck Henry)
- 1968 : Cinq Gâchettes d'or de Tonino Cervi : Bunny Fox (Stanley Gordon)
- 1968 : If.... de Lindsay Anderson : Rowntree (Robert Swann)
- 1968 : Espions en hélicoptère de Boris Sagal : Ylia Kuryakin (David McCallum)
- 1969 : La Mutinerie de Buzz Kulik : Mary Sheldon (Clifford Davis)
- 1969 : Un Beatle au paradis de Joseph McGrath : Edouard (Ferdy Mayne) et le duc arrivant chez Sotheby's (Patrick Holt)
- 1969 : Avant que vienne l'hiver de J. Lee Thompson : le capitaine Roots (Jeffry Wickham)
- 1969 : Sept hommes pour Tobrouk de Mino Loy : le sergent du char allemand (Jacques Castelot)
- 1969 : Le Piège à pédales de Bruce Kessler : Malcolm de Lorme (Michael Greer)
- 1969 : Goodbye, Mr. Chips de Herbert Ross : Max Staefel (Michael Bryant)
- 1969 : Davey des grands chemins de John Huston : sir James Campbell (Donal McCann)
- 1970 : Une fille dans ma soupe de Roy Boulting : Anderw (Tony Britton) et le reporter à lunettes (Robin Parkinson)
- 1970 : Joe, c'est aussi l'Amérique de John G. Avildsen : Gil Richards (Frank Moon)
- 1971 : Les diamants sont éternels de Guy Hamilton : M.. Wint (Bruce Glover)
- 1971 : L'Hôpital d'Arthur Hiller : William Mead (Andrew Duncan)
- 1971 : Le Cinquième Commando de Henry Hathaway : le caporal Peter Merrihew (Christopher Cary)
- 1971 : Les Charognards de Don Medford : Hog Warren (L.Q. Jones)
- 1971 : Le Baron rouge de Roger Corman : le lieutenant Murphy (David Weston)
- 1972 : Frenzy d'Alfred Hitchcock : Robert Rusk (Barry Foster)
- 1972 : Les Griffes du lion de Richard Attenborough : le capitaine du 35e Sikhs (Peter Cellier)
- 1974 : Gold de Peter Hunt : Stephen Marais (Tony Beckley)
- 1974 : L'Énigme de Kaspar Hauser de Werner Herzog : Lord Stanhope (Michael Kroecher)
- 1975 : La Sanction de Clint Eastwood : Miles Mellough (Jack Cassidy)
- 1975 : L'Évadé de Tom Gries : Sanchez (Alejandro Rey)
- 1980 : Virus de Kinji Fukasaku : l'agent Z (Colin Fox)
- 1987 : Blue Velvet de David Lynch : Ben (Dean Stockwell)

## Festival
- 2010 : invité d'honneur au Festival de cinéma en plein air de Visan